# Stanisława Centnerszwerowa
Stanisława Centnerszwerowa, z domu Reicher (ur. 1889 w Warszawie, zm. 1943 w Białymstoku) – polska malarka pochodzenia żydowskiego. 

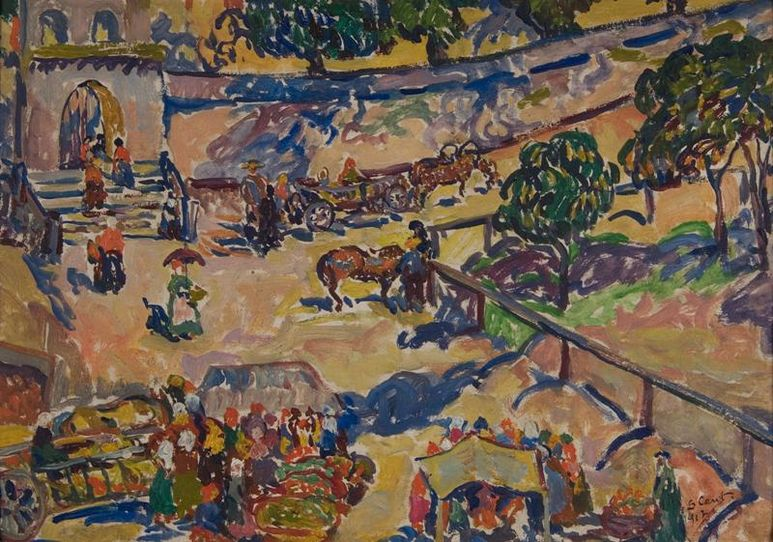
Pejzaż, 1917

## Życiorys
Urodziła się w 1889 roku w Warszawie, w inteligenckiej rodzinie. Kształciła się w prywatnej szkole Adolfa Edwarda Hersteina w Warszawie, a następnie przebywała w Paryżu, gdzie uczyła się malarstwa u Henri-Jean Guillaume Martina i Émileʼa Renarda. W tym okresie poznała dzieła Paula Gauguina, Vincenta van Gogha czy Mauriceʼa Utrillo. W latach 1911 i 1912 wystawiała prace na Paryskim Salonie Niezależnych, brała także udział w polskiej wystawie w Barcelonie, gdzie jej prace pokazano wraz z twórczością takich artystów, jak Olga Boznańska, Leopold Gottlieb, Mela Muter czy Józef Pankiewicz. Owocem jej licznych podróży po Europie były szkice architektoniczne i pejzaże. 
Około 1912 roku powróciła do Warszawy. Wraz z takimi postaciami, jak Henryk Berlewi, Władysław Wajntraub czy Henryk Gotlib, należała do grona najwybitniejszych artystów pochodzenia żydowskiego swojej generacji i z czasem ugruntowała mocną pozycję w świecie artystycznym Warszawy. W 1913 roku wzięła udział w wystawie zbiorowej Stowarzyszenia Artystów Plastyków „Młoda Sztuka” i w drugiej wystawie artystów żydowskich. Od kolejnego roku często wystawiała prace w Towarzystwie Zachęty Sztuk Pięknych, wielokrotnie uczestniczyła także w wystawach Instytutu Propagandy Sztuki. Jej pierwsza wystawa indywidualna miała miejsce w 1924 roku. Należała do nielicznej grupy kobiet, które miały ekspozycję indywidualną w Żydowskim Towarzystwie Krzewienia Sztuk Pięknych. Udzielała się w Komitecie do spraw Sztuki Żydowskiej, nadzorowała część aspektów działu graficznego na V Żydowskiej Wystawie Sztuki. 
W swoim malarstwie czerpała z różnych nowoczesnych nurtów artystycznych, zaczynając od postimpresjonizmu francuskiego. Z początkiem lat 20. w jej twórczości pojawiły się elementy formizmu, jednak później skupiła się na metodach oddania światła w pejzażach o jasnej, ciepłej tonacji. Jej prace zaczęły cechować się wyrazistą fakturą, uzyskiwaną poprzez nakładanie farby szpachtlą, a kompozycje nabrały cech syntetyzmu. Należała do takich grup artystycznych jak żydowskie artystyczne Zrzeszenie „Muza” (1919) czy tzw. Grupa Pięciu (1933), potem Grupa Siedmiu (1937). Michał Weinzieher stwierdził, iż „wybitna kultura malarska, duża wiedza oraz subtelne wyczucie faktury i koloru wyróżniają zawsze obrazy artystki”, o jej pracach pisała również Paulina Appenszlak na łamach „Ewy”. 
Po wybuchu II wojny światowej znalazła się z mężem Maksymilianem i córką w Białymstoku, od 1941 roku mieszkała w miejskim getcie, gdzie zginęła podczas akcji likwidacyjnej. 
Prace Centnerszwerowej znajdują się w zbiorach m.in. Muzeum Sztuki w Łodzi i Żydowskiego Instytutu Historycznego. 